# Pescocostanzo
Pescocostanzo è un comune italiano di 1 089 abitanti della provincia dell'Aquila, in Abruzzo, facente parte del parco nazionale della Maiella e dei borghi più belli d'Italia, con la presenza di una propria stazione sciistica.

## Geografia fisica

### Territorio
Situato nella regione degli altipiani maggiori d'Abruzzo, un territorio dominato prevalentemente da pascoli, ad un'altitudine di 1395 m s.l.m., quarto comune più elevato degli Appennini, appartenente alla comunità montana Alto Sangro e altopiano delle Cinquemiglia, alle pendici del monte Calvario (1743 m) dove è posta anche la stazione sciistica che fa parte del comprensorio dell'Alto Sangro, il paese domina la conca dell'altopiano del Quarto Grande, raggiungibile da est dalla strada statale 84 Frentana attraverso il valico della Forchetta (1300 m circa).

## Storia

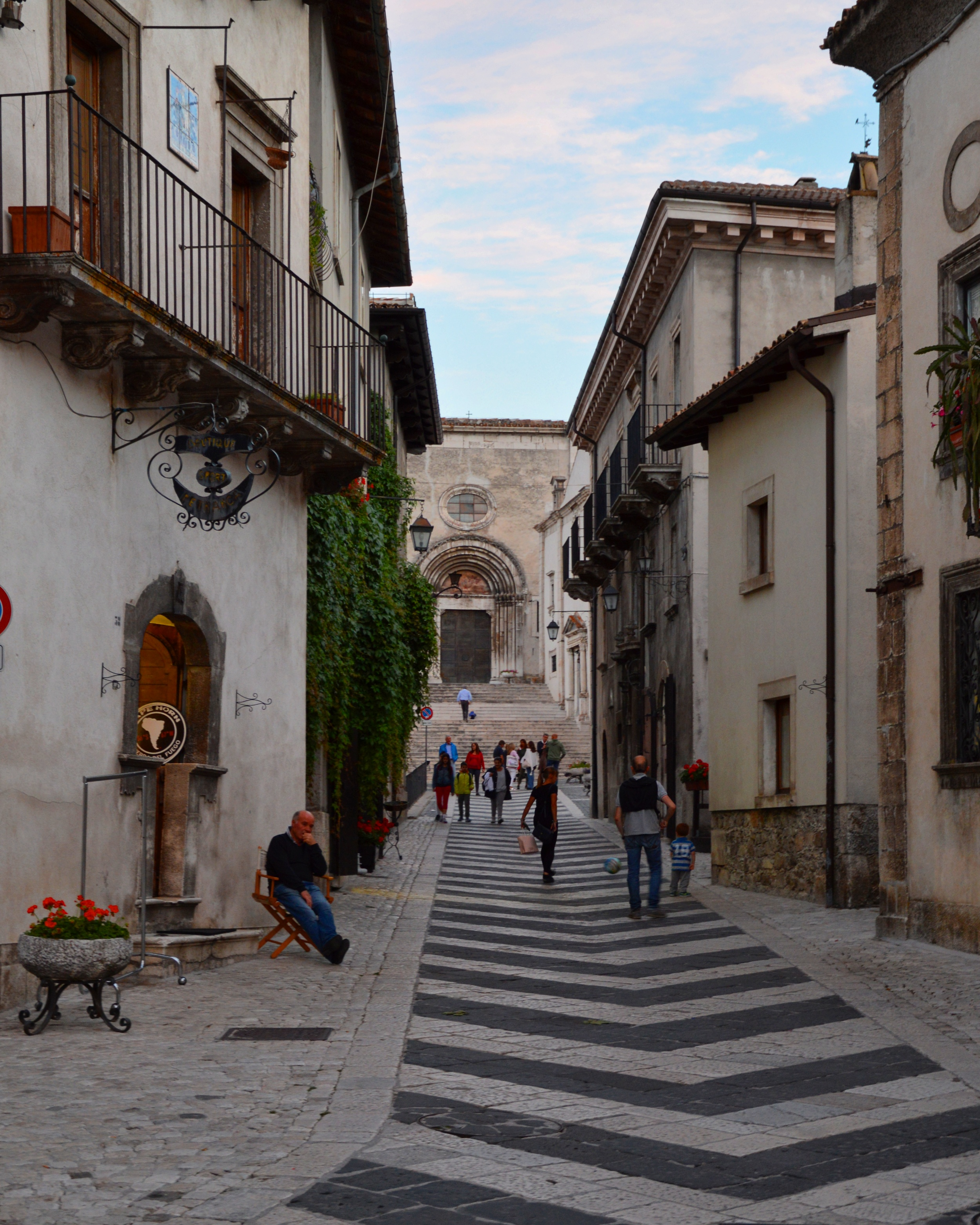
Largo della Collegiata; in fondo alla strada è visibile la basilica di Santa Maria del Colle

La fondazione di Pescocostanzo viene fatta risalire al X secolo. Fin dai primi secoli si dimostrò prevalente sui centri circostanti, mostrando però rapporti movimentati nei confronti di feudatari e istituzioni religiose. Nell'XI secolo compare tra i possedimenti diretti dell'Abbazia di Montecassino: viene rappresentato sui battenti bronzei della nuova porta del Monastero cassinense voluta dall'Abate Desiderio nel 1065.
Nel 1108 l'abate di Montecassino e il preposto del monastero di San Pietro dell'Avellana, tal Brunone che viene definito anche vescovo, cedono il castello di Pesco Costanzo e la sua chiesa di Santa Maria al conte Attone figlio di Gualtieri, in cambio del castello di Cantalupo, che ne diventa così il primo feudatario laico dalla sua fondazione.
Il terremoto del 1456 che devastò l'Abruzzo offrì le condizioni al borgo per cambiare l'assetto urbanistico, con l'afflusso di una massiccia colonia di maestranze lombarde; questo singolare evento lasciò la sua impronta nel tessuto sociale e culturale del paese. Tra l'altro, si conserva l'uso del rito ambrosiano nelle cerimonie di battesimo celebrate nella basilica di Santa Maria del Colle. Con il dominio di Ferdinando I d'Aragona fin dal 1464 Pescocostanzo ebbe uno statuto che garantì per l'appartenenza al regio demanio per qualche tempo, godendo delle relative libertà. Successivamente il controllo della cittadina fu affidato a feudatari. La formazione nel tempo di una classe sociale economicamente solida e culturalmente elevata portò ad uno stato di benessere e di un'efficiente amministrazione.
La svolta per la cittadina si ebbe nel 1774, quando assumendo il titolo di Universitas Sui Domina (comunità padrona di sé), motto che fregia lo stemma comunale, si riscattò dal dominio feudale. Trovarono accoglienza nella società gli studi giuridici, filosofici, storici, matematici, letterari e un notevole culto dell'arte. A testimoniare la cultura locale vi sono i patrimoni librari custoditi presso molte famiglie e i numerosi eletti ingegni fioriti a Pescocostanzo. Il primo e più autorevole interprete in Italia della filosofia kantiana fu infatti un cittadino pescolano, il filosofo e matematico Ottavio Colecchi. La presenza di un consistente numero di opere d'arte nel piccolo borgo aquilano trova spiegazione in due fattori: le notevoli risorse economiche di istituzioni pubbliche e dirigenti e la disponibilità di maestranze in grado di realizzare opere in pietra, marmo, ferro battuto e legno, tradizioni artigianali tramandate dopo l'immigrazione dei mastri lombardi tra il XV e il XVII secolo.

## Monumenti e luoghi d'interesse

### Architetture religiose

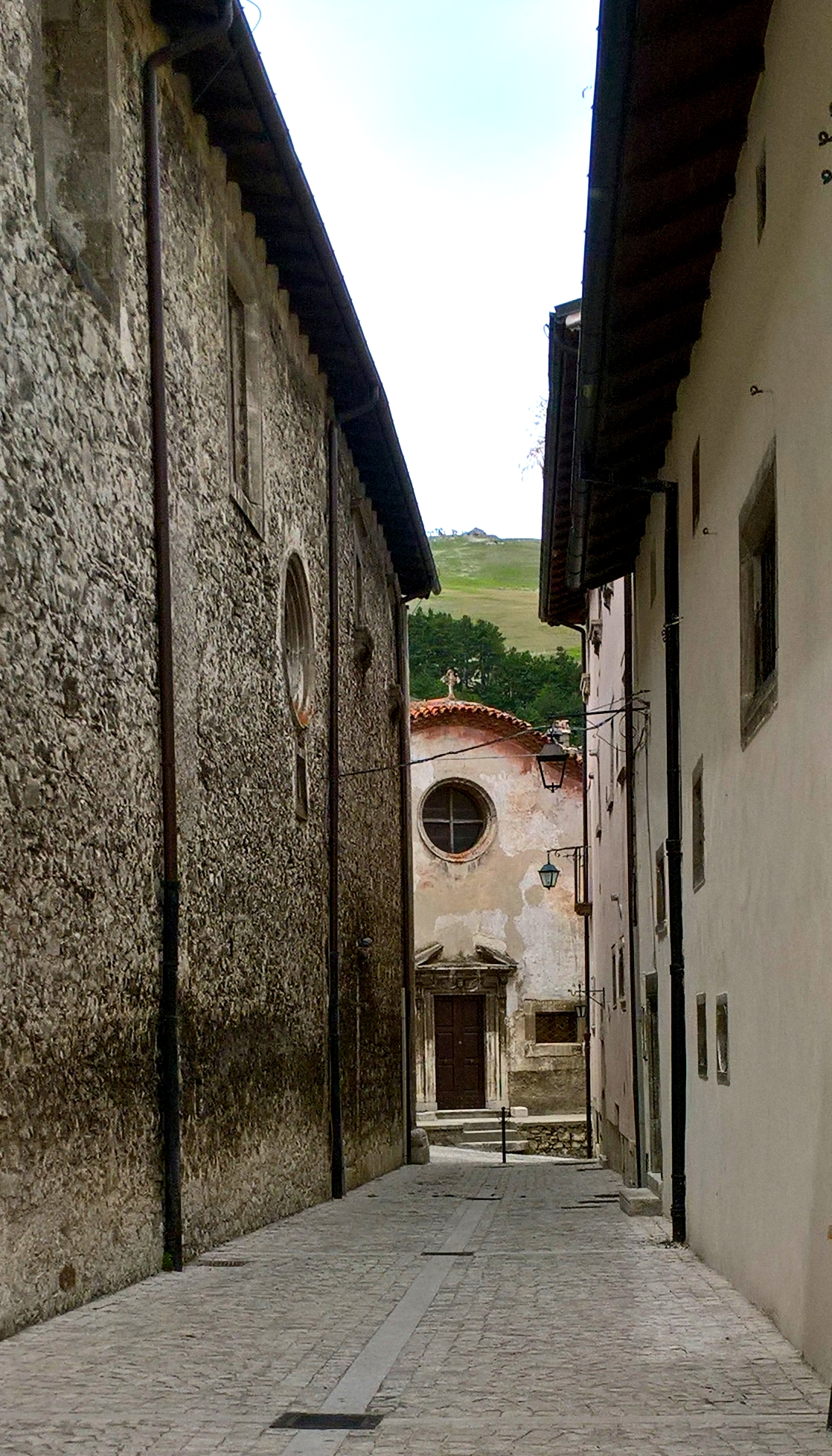
Ex Chiesa di Santa Maria di Loreto

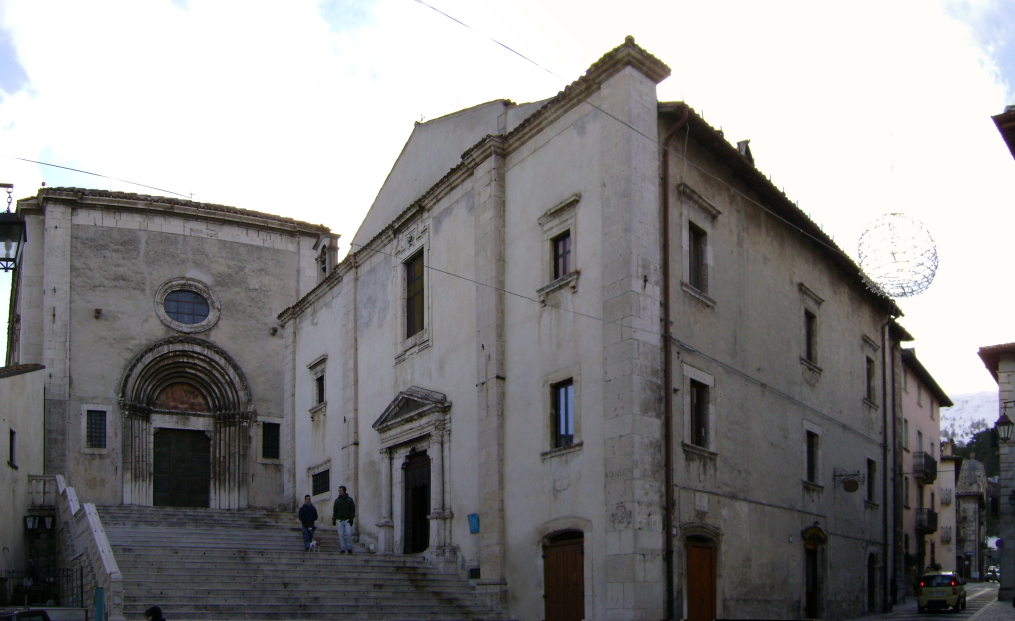
Basilica di Santa Maria del Colle
Si tratta del monumento più rappresentativo di Pescocostanzo. La chiesa è una ricostruzione del 1456 della vecchia, dopo un terremoto. Nell'epoca rinascimentale barocca fu oggetto di restauri e ampliamenti, come la facciata del 1558 sul lato orientale, e il Cappellone del Sacramento del 1691. L'ampia aula quadrata dalla caratteristica spaziale unica in Abruzzo, è a cinque navate, suddivise da pilastri quadrati che sostengono archi a tutto sesto, senza transetto e con il coro rettangolare. L'ingresso laterale è quello principale, dotato da imponente scalinata, risalente al 1580, sopra cui campeggia il portale tardo romanico con lunetta affrescata. La ricchezza degli apparati interni, tra i quali spiccano gli splendidi soffitti lignei: quello dell'ottavo decennio del XVII secolo di Carlo Sabatini e i due intermedi del 1742 dorati e intagliati, che incorniciano tele di pregio. Di notevole interesse è l'altare maggiore e la cancellata in ferro battuto sono una sintesi dell'operato delle maestranze abruzzesi nell'oreficeria del barocco. Il Cappellone del Sacramento è del 1699-1705, opera di Santo di Rocco e Norberto Cicco; tra le opere d'arte ci sono statue lignee come quella medievale della Madonna del Colle, gli stucchi di Giambattista Gianni e la pala d'altare di Santa Caterina di Tanzio da Varallo, che mostra la Madonna dell'incendio sedato (1614).
Chiesa di Santa Maria del Suffragio dei Morti
Si trova accanto alla Basilica, risalente al XVI secolo, presentando la facciata a terminazione orizzontale, riproducendo una tipologia molto diffusa nella Maiella. Il prospetto è tripartito da lese piatte in pietra, proporzionando il rapporto tra l'esigua altezza e la larghezza; al centro si apre un'ampia finestra rettangolare sopra il portale, e le altre finestre, disposte su due ordini. Spicca il portale seicentesco con timpano triangolare sorretto da colonne poste su alte basi, con la decorazione barocca di due teschi affiancati dal retro. All'interno si ammirano un pregevole altare in noce, realizzato da Palmerio Grasso tra il 1647 e il 1469, e completato da Ferdinando Mosca nel 1716; il soffitto a cassettoni lignei è del 1637, realizzato dai pescolani Bernardino d'Alessandro e Falconio Falconi.

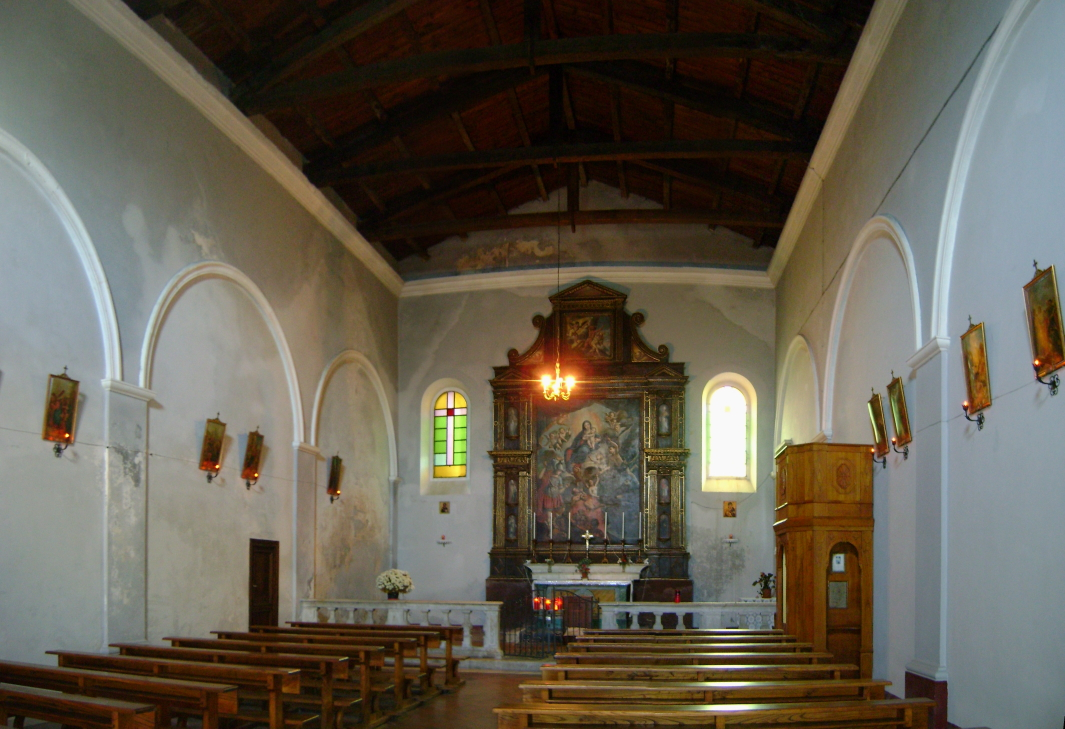
Interno della chiesa della Madonna delle Grazie

Chiesa della Madonna delle Grazie
La sua edificazione è precedente il 1508; sotto il rosone che perso la raggiata viene recata la data 1524; possedeva inoltre sulla facciata un dipinto di San Cristoforo del 1621, perché la chiesa era frequentata dai viandanti. Il prospetto principale presenta un'intonacatura bianca fino allo zoccolo basamentale grigio; la terminazione della facciata è orizzontale, conclusa con piccola cornice a dentelli. All'interno si trova un altare ligneo del 1596 che racchiude una tela raffigurante la Vergine del Suffragio, seguita da due dipinti di San Michele Arcangelo e San Francesco d'Assisi, opere di Antonio Massaretti.

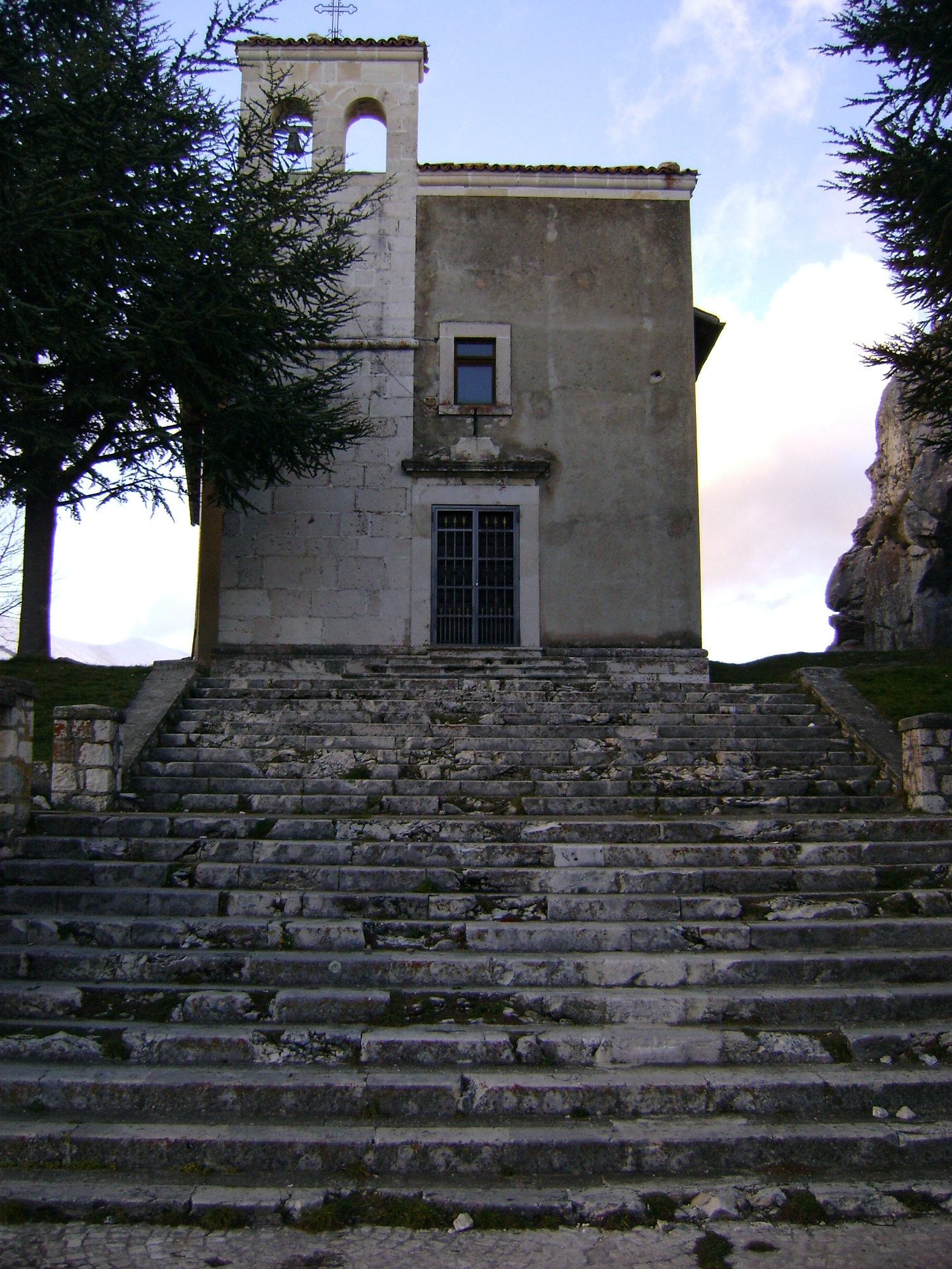
Chiesa di Sant'Antonio Abate
Di origini duecentesche, si trova in cima allo sperone roccioso che sovrasta Piazza Municipio; possiede una torre campanaria angolare a vela, e ha pianta rettangolare a capanna. Appartenne nel 1777 all'Ordine degli Antonini.
Eremo di San Michele
Viene citato da papa Lucio III nel 1183, e si trova fuori dal paese, costituito da due aree scavate nella roccia, poste tra loro ad angolo. Il lato dedicato al culto ha due porte, delle quali la maggiore a sinistra, mentre la minore porta alla cappella funebre della famiglia Ricciardelli. Sull'architrave del portale si trova un'iscrizione che ricorda il restauro del 1598. L'interno della chiesa è pavimentato con lastre di pietra, mentre la volta rocciosa naturale non è rifinita, lasciata allo stadio originale. Una balaustra separa il presbiterio dall'aula; dietro l'altare si trova una nicchia che ospitava la statua del santo, ora nella chiesa del Rosario.
Chiesa di Santa Maria del Carmine
Si trova al vertice dell'incrocio tra due strade convergenti nel centro; risale al XVIII secolo con facciata in pietra bicroma in pieno stile barocco. L'interno è a navata unica, con un transetto nella parte finale che forma due cappelle laterali.
Chiesa di Gesù e Maria
Risale al XVII secolo, e si trova appena fuori dal paese, con un annesso ex convento, ristorante. La facciata è squadrata e divisa in due livelli da cornice, con il campanile turrito accanto. Gli interni sono arricchiti da pregevoli altari barocchi in marmo, tra cui spicca l'altare maggiore di Cosimo Fanzago, autore del quadriportico del convento. Gli stucchi sono dipinti in oro.
Ex monastero di Santa Scolastica
Si trova in Piazza Municipio e ospita il Palazzo Fanzago; fu costruito presso la preesistente chiesa di San Nicola, tuttora esistente, con il beneficio delle nobili famiglie pescolane, realizzato da Cosimo Fanzago nel 1624, con lavori durati fino al 1642. Solo 3 lati vennero realizzati rispetto ai 4 previsti, danneggiati dal forte terremoto del 1706; il lato opposto al fronte doveva essere più lungo degli altri, in modo da dare all'interno la conclusione trapezoidale. Del convento originario rimane solo la facciata principale in Piazza Municipio, non manomessa dopo la sconsacrazione. Il prospetto è stato concepito come una quinta ce chiude lo spazio retrostante e definisce il campo triangolare con la piazza della quale diventa protagonista. Presso la facciata furono realizzate delle nicchie, sostituendo le finestre antiche: la nicchia tipica a edicola delle chiese tardo cinquecentesche.

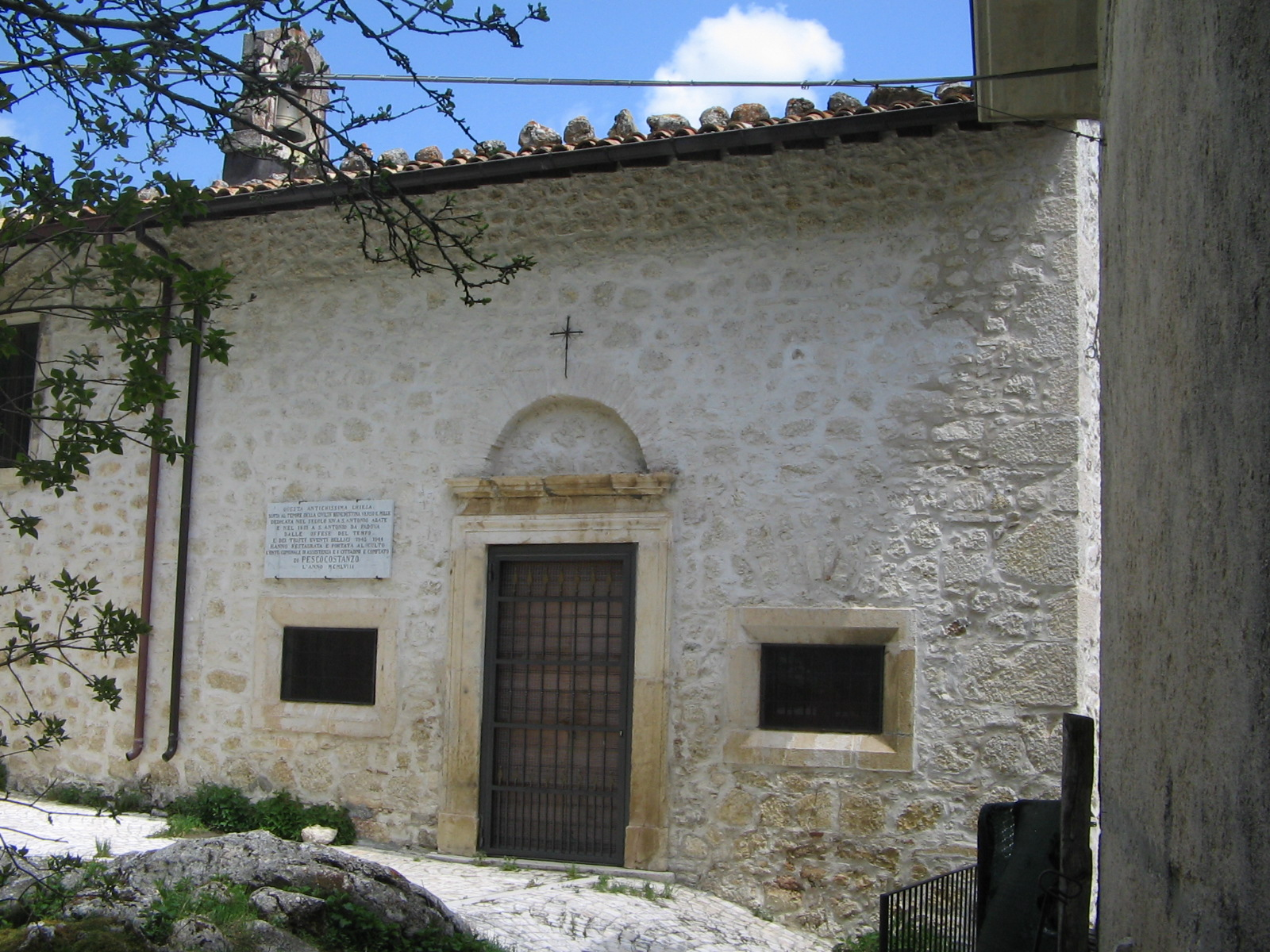
Eremo di Sant'Antonio
Risale al XIII secolo, costituito da piccola chiesa con campanile a vela, e alcuni locali che costituivano l'abitazione degli eremiti. L'interno ha altare sormontato da un bel quadro di Sant'Antonio di Padova.
Altre chiese
Gli altri edifici religiosi presenti sono stati sconsacrati, e sono: l'ex chiesa Madonna di Loreto, l'ex chiesa di San Francesco, l'ex chiesa di San Giovanni e l'ex chiesa di Sant'Angelo in piazza.

### Architetture civili

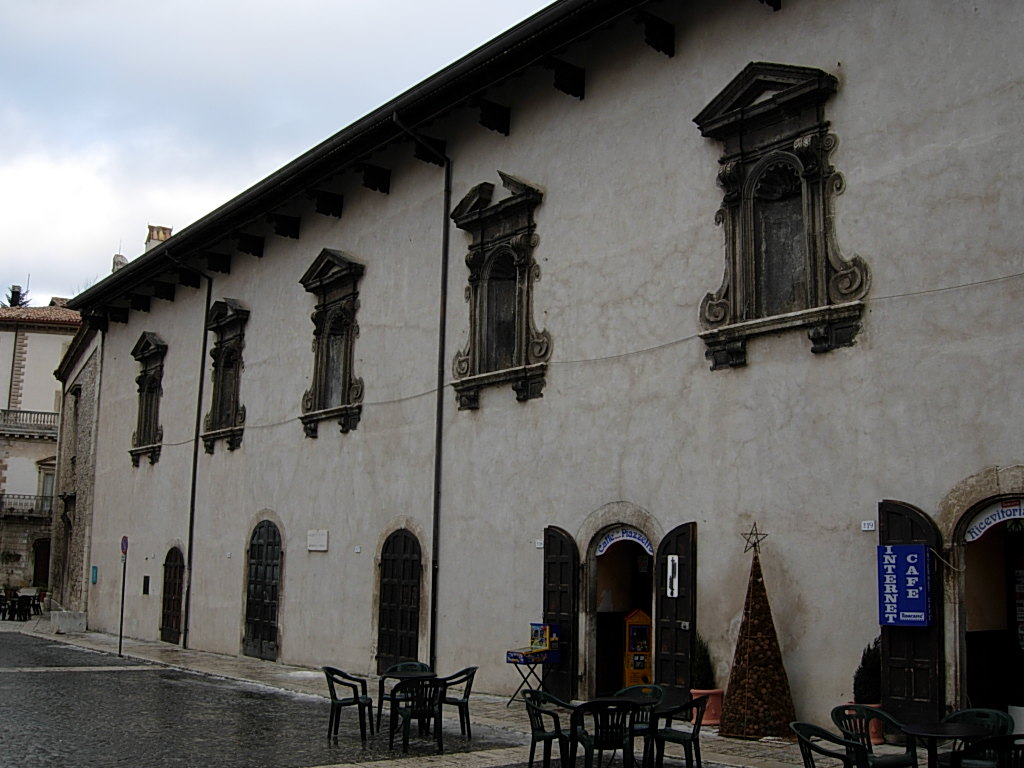
Palazzo Fanzago
Ricavato dall'ex convento di Santa Scolastica, risale al XVII secolo e ha la facciata serrata da possenti cantonali in pietra squadrata, scandita da una teoria di sei nicchie a timpani triangolari alternati, chiusi, spezzati, posti a rimare il piano della facciata. Il progetto di Cosimo Fanzago mostra i portali in pietra a tutto sesto, aperti nel corso del XIX secolo, per ospitare botteghe al pian terreno; le nicchie con le paraste ribattute da volute a mensole inginocchiate costituiscono un episodio chiave dell'opera di Fanzago, presentando analogie con l'altare della chiesa del Gesù e Maria. Di importanza sono le mensole lignee che sorreggono lo sporto di gronda del prospetto principale, raffiguranti un animale chimerico, metà leone e metà aquila, che allude alla custodia della perfezione, simbolo dell'originaria destinazione d'uso dell'edificio.

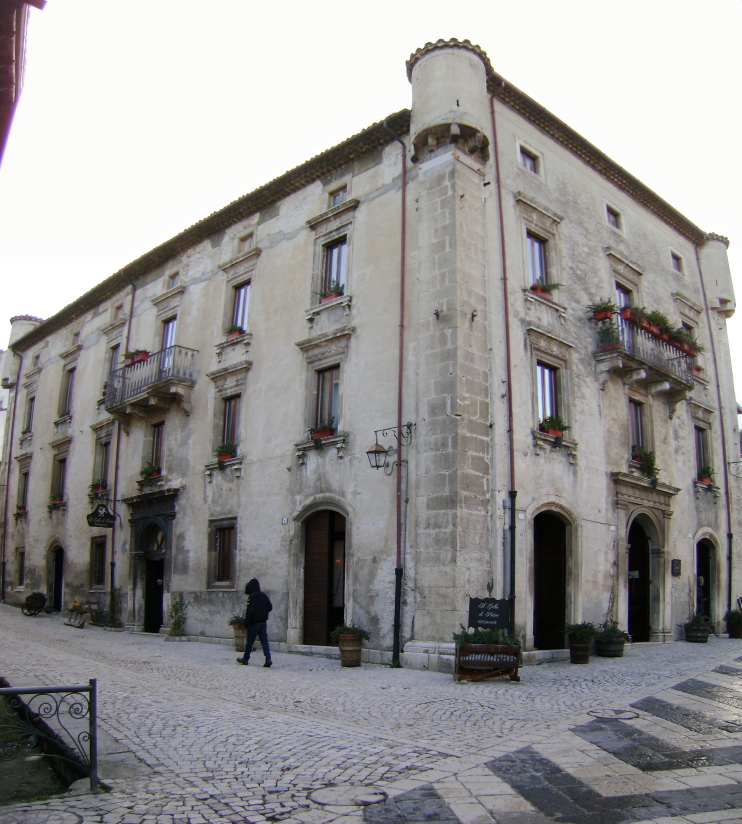
Palazzo Grilli
Nonostante il richiamo allo stile classico dei portali e delle finestre, l'edificazione del palazzo è del XVII secolo. La linearità della struttura è spezzata dalle quattro torrette angolari cantonali, i gaifi, in cima agli spigoli perimetrali. Il portale est ricorda l'incendio appiccato nel 1674 dai banditi. La pianta è rettangolare con l'aspetto di un palazzo fortificato.
Palazzo del Municipio
Edificato nel XVIII secolo, il palazzetto rievoca il tipo edilizio della dimora pescolana, con scala di accesso esterna e ballatoio davanti al portale principale. Articolato in tre livelli, piano terra, piano nobile con ingresso e due balconi curvilinei, e piano di mezzo con finestre a edicola e coronamento ribassato, la struttura è arricchito da ringhiere in ferro battuto e dalla torre centrale dell'orologio. Sull'architrave del portale fu scolpito nel 1935 il motto SUI DOMINA, in ricordo della liberazione dal feudalesimo del paese da Ferdinando IV di Borbone.
Palazzo Cocco
Presenta un'inconsueta facciata derivante dall'annessione di due blocchi di fabbrica; ciò comportò la realizzazione di un seminterrato, denunciato da una teoria di quattro quadrotte che corrono nella zona del basamento, a fianco il portale minore. Il palazzo presenta a oriente cinque piani che si riducono sul lato opposto a uno in meno. I piani delle abitazioni sono sottolineati dalla presenza di eleganti finestre settecentesche a coronamento orizzontale, mentre i locali di servizio dei piani inferiori e l'ammezzato di sotterraneo si caratterizzano per la presenza di quadrotte.
Palazzo Ricciardelli
Appartenne al patriota Nicola Ricciardelli, molto minore nella costruzione originaria del XVII secolo. Ampliato successivamente, presenta un impaginato di facciata serrato da imponenti cantonali in pietra squadrata, che si articola su quattro livelli: il piano terra della cantina, il piano nobile e il secondo piano con edicole a coronamento orizzontale. L'ultimo piano ammezzato di sottotetto è denunciato all'esterno da sopraluci rettangolari, che insistono sulle finestre del secondo livello. Dal portale d'ingresso a tutto sesto, incorniciato da lesene e concluso da triglifi a gocce, si accede agli ambienti di rappresentanza.

### Aree naturali

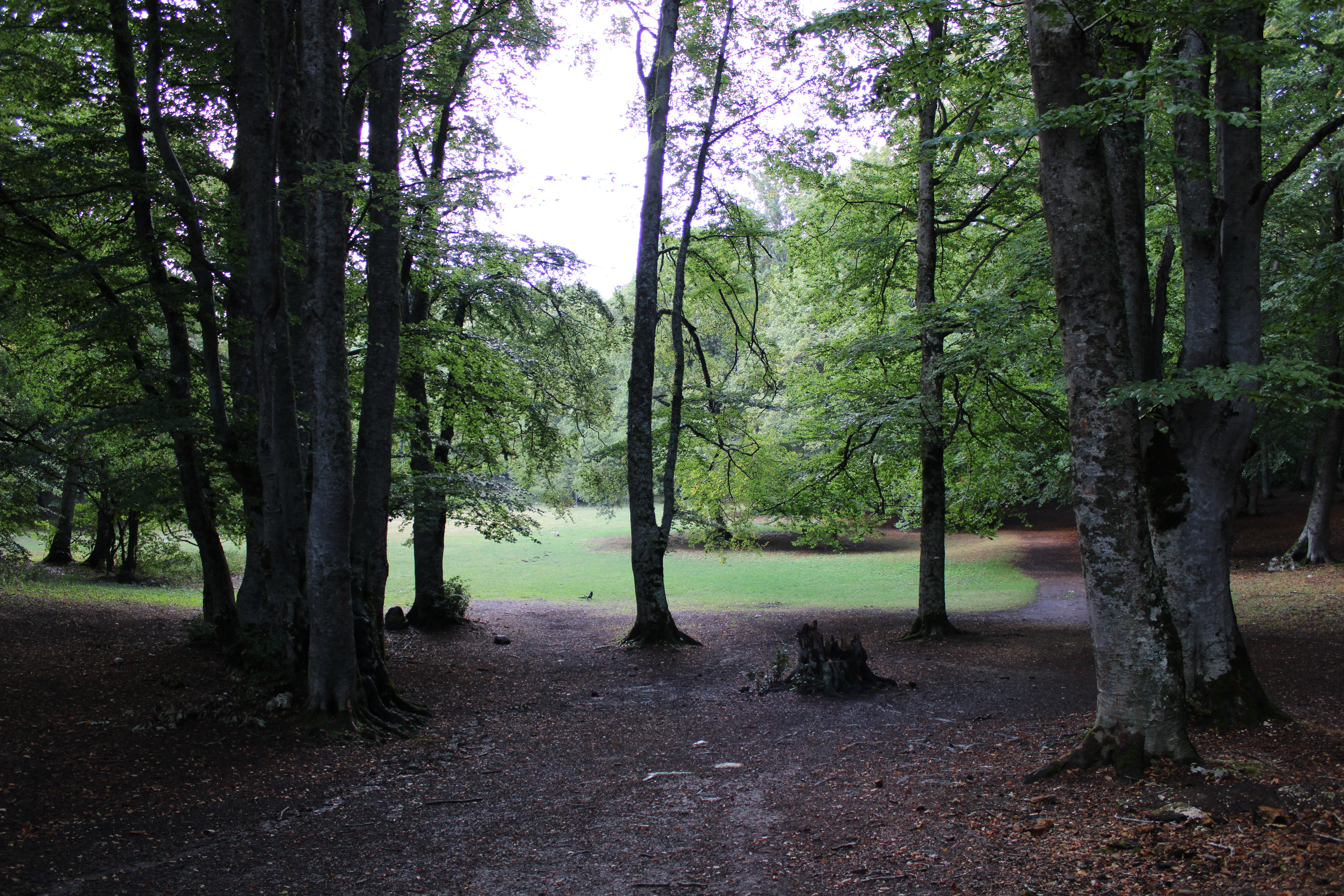
Bosco di Sant'Antonio
Il centro di Pescocostanzo si trova in posizione dominante sull'altopiano delle Cinquemiglia, nel comprensorio dell'Alto Sangro, alle pendici della Maiella. L'unica riserva naturale comunale è il bosco di Sant'Antonio, divenuto protetto nel 1986, dove anticamente vi era un tempio sacro dedicato a Giove, con un'estensione di 550 ha.

### Altro
Fontana di Piazza Municipio
Realizzata nel XVII secolo, è in ferro e pietra, con vasca circolare di base dall'aspetto modanato, in pietra sopraelevata di due gradini. Al centro vi è uno stelo in ghisa contornato da tre putti seduti, sulle cui bocche esce l'acqua. I putti sono di scuola pescolana, per le caratteristiche dei volti. Nel marchio impresso si legge di un restauro del Novecento, dove è stata aggiunta sulla cima una conca abruzzese sorretta da una figura umana.
Fontana Maggiore
Risale al XV secolo, ma fu ampliata nel XVIII secolo, e restaurata nel 1960, quando fu spostata dalla zona originale. Presenta timpano triangolare sorretto lateralmente da due piedritti che serrano quattro arcatelle pensili Sulla vasca è presente un bassorilievo di Norberto Cicco, dove spunta quattro cannule che gettano l'acqua; vi è un rilievo del Ciclo della Vita con figure umane e vegetali.

## Società

### Evoluzione demografica
Abitanti censiti

## Cultura

### Musei
- Museo del merletto a tombolo: si trova all'interno di Palazzo Fanzago, dedicato al ricamo dei corredi tipici del paese, alcuni dei quali provenienti da collezioni settecentesche. Tra le opere la più famosa è la "Cena del Principe".

### Cinema
A Pescocostanzo sono state girate alcune scene della fiction di Rai 1 Raccontami (2006-2008) e dei film Straziami ma di baci saziami (1968), di Dino Risi con Nino Manfredi, e Assisi Underground (1985).
Nel 1973 Pescocostanzo ha fatto da set allo sceneggiato di Rai 1 Vino e Pane, tratto dall'omonimo romanzo di Ignazio Silone.

## Economia

### Artigianato
Tra le attività economiche più tradizionali, diffuse e rinomate vi sono quelle artigianali, come la tessitura finalizzata alla realizzazione di tappeti, arazzi e coperte caratterizzati da temi geometrici e vegetali, oppure come l'arte del merletto, del tombolo e quella orafa. Importanti sono anche le produzioni di mobili rustici e le lavorazioni del ferro battuto.

## Amministrazione
| Periodo        | Periodo        | Primo cittadino        | Partito | Carica  | Note                 |
| -------------- | -------------- | ---------------------- | --- | ------- | -------------------- |
| 18 giugno 1985 | 14 giugno 2004 | Antonio Di Pasquale    | Partito Comunista Italiano (1985-1995) Lista civica di centro-sinistra Alternativa democratica (1995-2004) | Sindaco | [ 16 ] [ 17 ] [ 18 ] |
| 14 giugno 2004 | 1º giugno 2015 | Pasqualino Del Cimmuto | Lista civica Rinnovamento                                                                                  | Sindaco | [ 19 ] [ 20 ]        |
| 1º giugno 2015 | in carica      | Roberto Sciullo        | Lista civica Alternativa democratica                                                                       | Sindaco | [ 1 ]                |

## Sport

### Ciclismo
Ha ospitato l'arrivo della 7ª tappa del Giro d'Italia 2008 che ha visto la vittoria di Gabriele Bosisio.